# Пасечник, Раиса Васильевна
Раиса Васильевна Пасечник (Прокопишина) (16 августа 1939, село Нетребовка, теперь Томашпольского района Винницкой области — 2 мая 2015, село Антополь Томашпольского района Винницкой области) — украинский советский деятель, новатор сельскохозяйственного производства, звеньевая, заведующий молочнотоварной фермы, агроном колхоза имени ХХ съезда КПСС Крыжопольского (Томашпольского района Винницкой области. Депутат Верховного Совета УССР 6-8-го созывов. Герой Социалистического Труда (23.06.1966).

## Биография
Родилась в крестьянской семье. Окончила среднюю школу.
Трудовую деятельность начала в 1957 году колхозницей колхоза имени ХХ съезда КПСС села Антополя Томашпольского района Винницкой области.
С 1960 года — звеньевая комсомольско-молодежного звена колхоза имени ХХ съезда КПСС села Антополя Крыжопольского (теперь — Томашпольского района) Винницкой области. Выращивала высокие урожаи кукурузы. В начале 1960-х годов получала стали высокие (100 ц/га) урожаи кукурузы на больших площадях. В частности, в 1961 году было собрано по 105,2 ц/га кукурузы на площади 80 га при обязательстве 100 ц/га, а в 1962 году — по 109,5 ц/га.
Член КПСС с 1963 года. Делегат XXIII съезда КПСС.
С 1964 года работала заведующей молочнотоварной фермы колхоза имени ХХ съезда КПСС Томашпольского района.
В 1970 году без отрыва от производства окончила агрономическое отделение факультета заочного обучения Уманского сельскохозяйственного института, получила специальность ученого агронома-полевода.
С 1969 года — заместитель председателя правления, секретарь партийной организации колхоза имени ХХ съезда КПСС Томашпольского района Винницкой области.
С 1971 года — агроном, а с 1975 года — агроном-семеновод и председатель комиссии народного контроля колхоза имени ХХ съезда КПСС села Антополя (центральная усадьба в селе Марковцы) Томашпольского района Винницкой области. В хозяйстве за это время повысилась культура земледелия (среднегодовая урожайность зерновых составила 40,6 ц/га, сахарной свеклы — 418 ц/га, а в 1976 году — 606 ц/га).
В условиях социалистического соревнования в 1983 году было установлено приз Героя Социалистического Труда Раисы Васильевны Пасечник за выращивание высоких урожаев кукурузы механизированными отрядами и звеньями.
Потом — на пенсии в селе Антополь Томашпольского района Винницкой области.

## Награды
- Герой Социалистического Труда (23.06.1966)
- орден Ленина (23.06.1966)
- орден Октябрьской Революции (1971)
- ордена
- медали